# 圣热讷维耶沃
圣热讷维耶沃（法語：Sainte-Geneviève）是法国皮卡第大区埃纳省的一个市镇，属于拉昂区塞尔河畔罗祖瓦县。该市镇2009年时的人口为71人。

## 人口
圣热讷维耶沃人口变化图示
| 数据来源：INSEE |